# آرامگاه خواجه عکاشه
آرامگاه خواجه عکاشه مربوط به دوران‌های تاریخی پس از اسلام است و در شهرستان آباده، بخش مرکزی، برفراز کوه خواجه واقع شده و این اثر در تاریخ ۱۱ شهریور ۱۳۸۲ با شمارهٔ ثبت ۹۸۰۱ به‌عنوان یکی از آثار ملی ایران به ثبت رسیده است.

## کشف کتیبه ۱۵۰۰ ساله
در فروردین ماه سال ۱۴۰۴، با اطلاع‌رسانی یکی از شهروندان آباده اطلاعاتی را دربارهٔ وجود یک کتیبه در مکان آرامگاه خواجه عکاشه به موزه تخت جمشید داد. این کتیبه که به زمان پهلوی یا فارسی میانه بازمی‌گردد توسط کارشناس و مسئول مرکز کتیبه‌شناسی تخت جمشید مورد بررسی قرار گرفته و اصالت و قدمت آن به تأیید رسیده است.
این کتیبه نشان دهنده قدمت تاریخی شهر آباده است و کوه خواجه را به عنوان محل دفن مردگان معرفی می‌کند و ترجمه نوشته‌های روی کتیبه یادآور تدفین باستانی نیاکان ما در دوران زرتشت و ساسانی در محل کوه خواجه به عنوان محلی برای دفن ایرانیان باستان است.
در این اثر باستانی نوشته است: در این جایگاه نهفته ابر هوکاشه (ورودی غار)، مهرداد دخمه ساخته است. این عبارت گویای آن است که سازنده این دخمه یا آرامگاه، فردی به نام مهرداد بوده است.